# Navigație

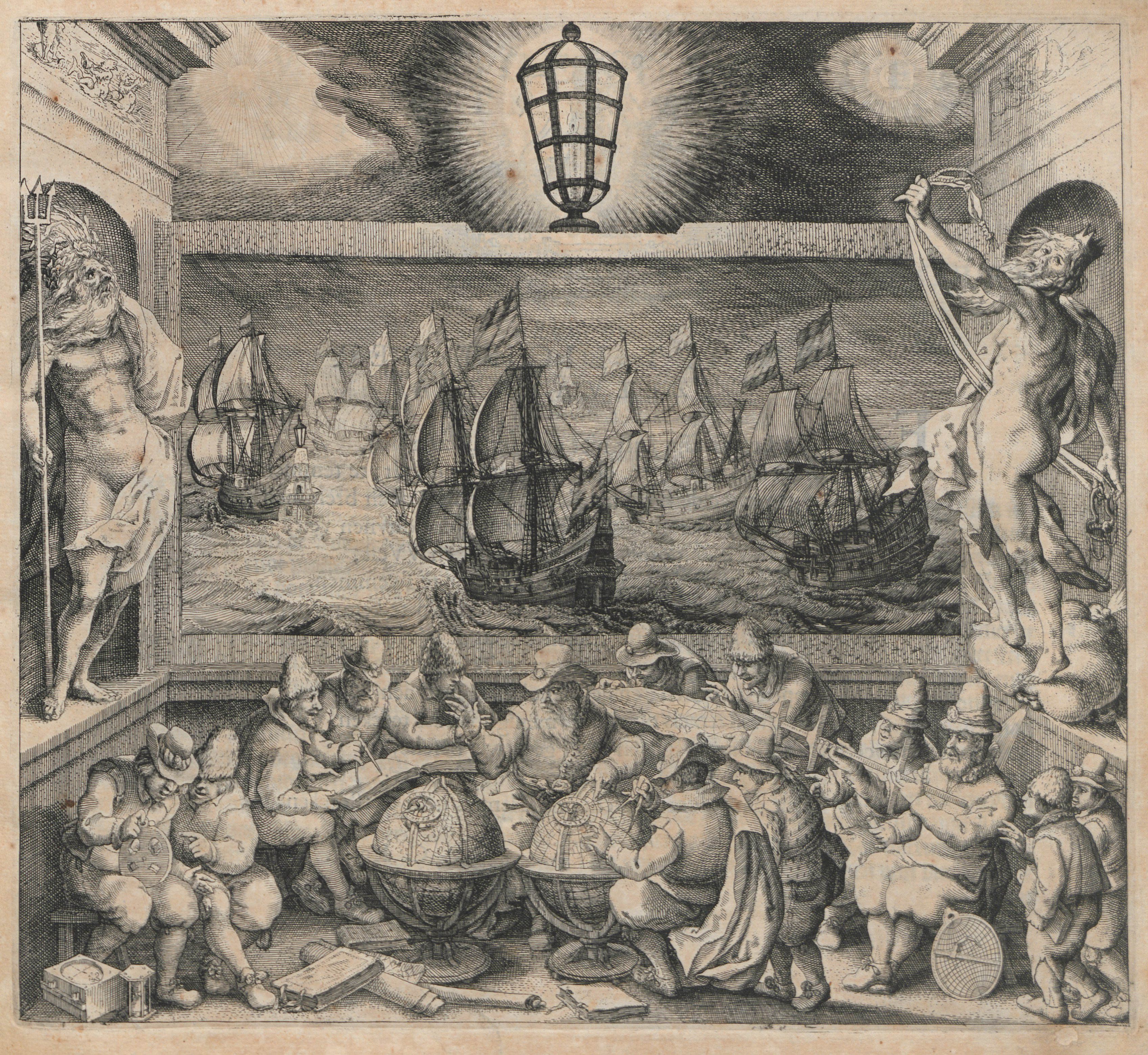
„Lumina navigației”, manual de navigație olandez, 1608, care arată o busolă, clepsidră, astrolabul marin, globuri terestre și cerești, separator, toiagul lui Iacov.

Navigația este un domeniu de studiu care se concentrează asupra procesului de monitorizare și control a mișcării unei ambarcațiuni sau vehicul dintr-un loc în altul.

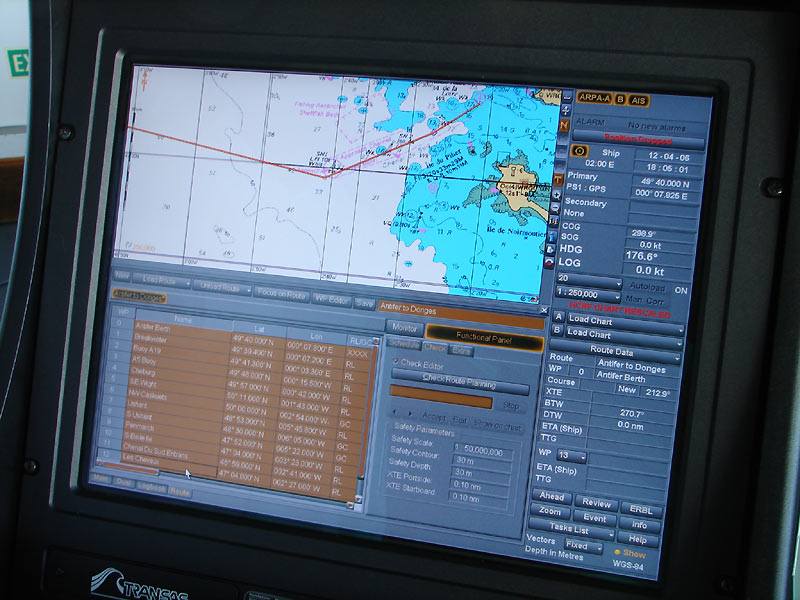
Un sistem de navigație pe un petrolier

Pentru orientare, în trecut marinarii foloseau hărți și compasuri, stabilindu-și latitudinea prin măsurarea unghiului dintre Steaua Polară sau Soarele la amiază și orizont., iar longitudinea prin diferența dintre ora Greenwich (păstrată la bordul navei cu ajutorul unui cronometru de precizie) și ora locală a meridianului la care se află nava. În prezent, pentru determinarea longitudinii și latitudinii se folosește sistemul GPS.
Domeniul  navigației cuprinde patru categorii generale: 
- navigație terestră
- navigație maritimă
- navigație aeronautică
- navigare în spațiu.